# Élections législatives islandaises de 1963
Les élections législatives islandaises de 1963 se déroulent le 9 juin 1963. Le Parti de l'indépendance gagne 16 des 40 sièges de la Chambre basse de l'Althing et Bjarni Benediktsson devient Premier ministre. La coalition entre le Parti de l'indépendance et le Parti social-démocrate est reconduite.

## Résultats
| Partis                   | Partis                      | Voix   | %     | +/−  | Sièges par chambre | Sièges par chambre | Sièges par chambre | Sièges par chambre |
| Partis                   | Partis                      | Voix   | %     | +/−  | Basse              | +/−                | Haute              | +/−                |
| ------------------------ | --------------------------- | ------ | ----- | ---- | ------------------ | ------------------ | ------------------ | ------------------ |
|                          | Parti de l'indépendance (D) | 37 021 | 41,43 | 1,71 | 16                 | en stagnation      | 8                  | en stagnation      |
|                          | Parti du progrès (B)        | 25 217 | 28,22 | 2,51 | 13                 | 2                  | 6                  | en stagnation      |
|                          | Alliance du peuple (G)      | 14 274 | 15,98 | 0,03 | 6                  | 1                  | 3                  | en stagnation      |
|                          | Parti social-démocrate (A)  | 12 697 | 14,21 | 0,96 | 5                  | 1                  | 3                  | en stagnation      |
|                          | Indépendants                | 143    | 0,16  | Nv.  | 0                  | en stagnation      | 0                  | en stagnation      |
|                          |                             |        |       |      |                    |                    |                    |                    |
| Votes valides            | Votes valides               | 89 352 | 98,23 |      |                    |                    |                    |                    |
| Votes blancs et nuls     | Votes blancs et nuls        | 1 606  | 1,77  |      |                    |                    |                    |                    |
| Total                    | Total                       | 90 958 | 100   | –    | 40                 | en stagnation      | 20                 | en stagnation      |
| Abstentions              | Abstentions                 | 8 840  | 8,86  |      |                    |                    |                    |                    |
| Inscrits / participation | Inscrits / participation    | 99 798 | 91,14 |      |                    |                    |                    |                    |